# 胡知頭
胡知頭（1886年—1944年），晚年改和名為大月昇，臺灣日治時期的臺灣人企業家。

## 生平

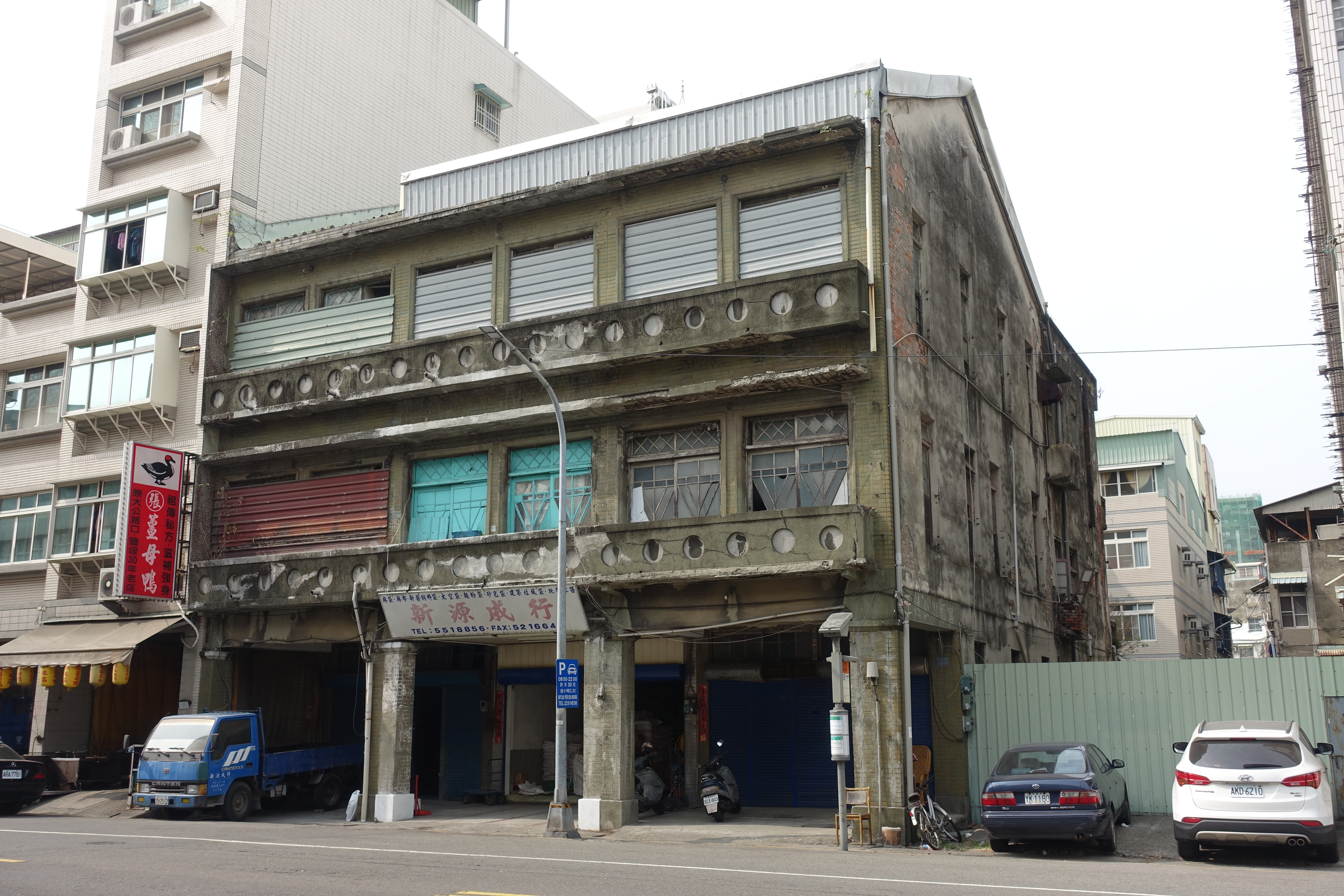
東洋旅社

碼頭工人、海野組石灰窯工頭起家，而後成為石灰大王，經營鐵工場、東洋旅社，與林迦等人共同接手有限責任中洲漁業者購買生產組合擔任理事，並改組為興業信用組合，歷任佛教慈愛院理事，北野區會長，曾改日文名為大月昇。胡知頭與駱榮金、黃慶雲、林迦、蔡媽基並稱塩埕五虎。

## 引用資料
1. ↑  興南新聞社. . 興南新聞社. 1942.
2. ↑  林曙光. . 高雄市: 春暉出版社. 1993-02.